# 알하산 유수프
알하산 유수프 압둘라히 피구이(영어: Alhassan Yusuf Abdullahi Pigui, 2000년 7월 20일 ~ )는 메이저 리그 사커 클럽 뉴잉글랜드 레벌루션과 나이지리아 국가대표팀에서 미드필더로 활약하고 있는 나이지리아의 프로 축구 선수이다.

## 구단 경력

### IFK 예테보리
유수프는 2018년부터 2021년까지 알스벤스칸의 IFK 예테보리에서 활약하였다.

### 로열 앤트워프
2021년 7월 16일, 벨기에 클럽 로열 앤트워프는 IFK 예테보리와 유수프 이적에 대한 구두 합의에 도달했다고 발표했다.

### 뉴잉글랜드 레벌루션
2024년 8월 12일, 유수프는 2027년 시즌까지 계약하며 뉴잉글랜드 레벌루션과 입단 계약을 체결하였고, 2028년 시즌에 대한 구단 옵션도 포함되었다. 이적료는 공식적으로 공개되지 않았으나, 보도에 따르면 200만~300만 달러 사이로 알려졌다. 뉴잉글랜드는 6월, 전방십자인대 파열로 시즌 아웃된 토마스 찬칼라이의 공백을 메우기 위해 MLS의 시즌 종료 부상 대체 메커니즘을 통해 유수프를 영입할 수 있었다.
유수프는 9월 14일, 올랜도 시티 SC와의 경기에서 이언 하크스를 대신해 후반 72분 교체 출전하며 MLS 데뷔 전을 치렀다. 그는 일주일 뒤인 9월 21일, 샬럿 FC를 상대로 첫 선발 출전해 75분간 뛰었다. 9월 28일에는 내슈빌 SC와의 경기에서 처음으로 풀타임을 소화했으며, 경기 86분 브랜던 바이의 결승골을 어시스트하며 클럽에서의 첫 도움을 기록했다. 경기는 1-0 뉴잉글랜드의 승리로 끝났다.

## 국가대표팀 경력
유수프는 2023년 아프리카 네이션스컵에 참가할 나이지리아 국가대표팀 최종 명단에 올랐다. 그는 2024년 1월 14일, 코트디부아르에서 적도 기니를 상대로 AFCON 데뷔 전을 치렀고, 이 경기는 1-1 무승부로 끝났다. 경기 중, 그는 부상을 입은 후 69분에 교체되었다.